# 2021 en Ontario
Chronologie de l'Ontario
- 2017
- 2018
- 2019
- 2020
- 2021
- 2022
- 2023
- 2024
- 2025

Cette page concerne des événements d'actualité qui se sont produits durant l'année 2021 dans la province canadienne de l'Ontario.

## Politique
- Premier ministre: Doug Ford (Parti progressiste-conservateur)
- Chef de l'Opposition: Andrea Horwath (NPD)
- Lieutenant-gouverneur: Elizabeth Dowdeswell
- Législature: 42e

## Événements
- 6 juin : Attaque de London (Ontario)
- septembre 2021 : l'Université de l'Ontario français (UOF), une université exclusivement francophone située à Toronto (Ontario) accueille sa première cohorte étudiante.

## Décès
- 2 janvier : Thomas Symons, écrivain (º 30 mai 1929)